# Corporazioni di arti e mestieri di Bologna

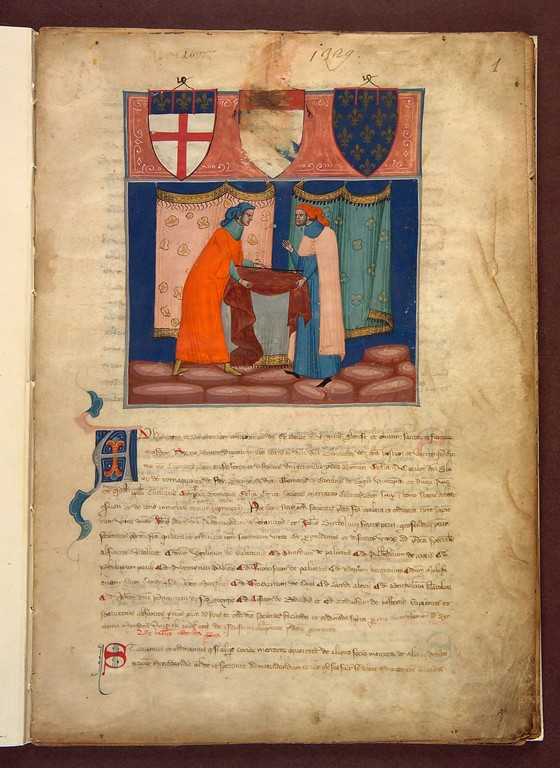
Statuto della Società dei Mercanti del 1329

La vita economica di Bologna durante il Basso Medioevo era organizzata nelle "società d'arti", com'erano chiamate in città le corporazioni di arti e mestieri.

## Storia
La nascita delle corporazioni bolognesi viene collocata subito dopo la pace di Costanza del 1183. 
Nel 1228 il tumulto guidato da Giuseppe Toschi portò definitivamente alla rappresentanza delle "società d'arti" nel consiglio comunale. Questo fatto ebbe anche l'effetto di fissare il numero delle corporazioni, che allora erano ventuno.
Nel 1294 fu imposto alle corporazioni di depositare i loro libri matricola presso l'ufficio del capitano del popolo: essi furono ricopiati in unico Liber matricolarum artium.
La fine del regime comunale, nel 1327, fece venir meno la ragione del numero chiuso e vi furono alcune fusioni e scissioni fra le arti cittadine.
Diversi secoli più tardi, attorno alla metà dell'800, alcune corporazioni attive nella città, specialmente quella dei facchini diedero luogo al fenomeno delle cosiddette Balle, veri e propri gruppi di criminalità organizzata che infestarono la città nel periodo attorno all'Unità d'Italia.

## Elenco delle società d'arti bolognesi
Si deve premettere che gli Statuti cittadini del 1250 vietavano l'associazione fra gli addetti al vettovagliamento ed ai trasporti, per evitare artificiosi rincari dei prezzi dei generi di prima necessità.
Le ventuno società d'arti ammesse a partecipare al consiglio comunale erano le seguenti (fra parentesi il numero dei membri secondo il Liber matricolarum artium):
- Mercanti (523)
- Cambiatori  (615)
- Notai (1.308)
- Beccai (macellai) (752)
- Pescatori (in realtà pescivendoli) (267)
- Salaroli (sale e cibi sotto sale) (281)
- Falegnami (508)
- Muratori (302)
- Fabbri (1171)
- Bisilieri (mercanti di bigello, tessuto di lana modesto) (382)
- Drappieri (lanaioli) (567)
- Linaioli (160)
- Pellicciai vecchi (181)
- Pellicciai nuovi (268)
- Sarti (754)
- Merciai (295)
- Conciatori (173)
- Calegari (fabbricanti di sandali) (104)
- Calzolai (fabbricanti di scarpe di cuoio bovino) (287)
- Cordovanieri (fabbricanti di scarpe di cuoio di capra o pecora) (1700)
- Cartolai (fabbricanti di pergamena) (152)

A queste si aggiunsero gli Orefici nel 1298 e la società della Lana bisella nel 1307.
Nel 1376 erano scomparse le società dei Cordovanieri (riuniti ai Calzolai), dei Linaioli (confluiti nei Bisilieri) e si erano fuse le due società dei Pellicciai.
D'altro canto erano nate le corporazioni dei Barbieri, dei Bombasari (tele e fustagni di cotone), della Lana gentile, delle Quattro arti, dei Setaioli e degli Speziali.
Nel Quattrocento si aggiungeranno anche i Brentatori (trasportatori di vino), i Cimatori e cappellai, e i Fornai.